# كركدن (مخلوق أسطوري)
الكركدن (بالفارسية: كرگدن) هو مخلوق أسطوري يقال إنه عاش في السهول العشبية في الهند وبلاد فارس قديماً (إيران حالياً). وتعني كلمة كركدن أيضًا وحيد القرن بالفارسية والعربية. تم العثور على رسوم للكركدن أيضا في الفن الهندي الشمالي. ومثل وحيد القرن، هي كائنات يمكن إخضاعها وترويضها من قبل العذارى وتتصرف بشراسة تجاه الحيوانات الأخرى. تستند في الأصل إلى وحيد القرن الهندي، تم وصفها لأول مرة في القرن العاشر/الحادي عشر، وتطورت في أعمال الكُتاب اللاحقين إلى حيوان أسطوري «له سلف غامض من وحيد القرن».

## تطور الأوصاف
يأتي وصف مبكر للكركدن من الباحث الفارسي في القرن العاشر/الحادي عشر أبو الريحان البيروني. يصفه بأنه حيوان «له بنية جاموس ذو جلد أسود مُتقشر؛ ولغدٍ يتدلى تحت الجلد. له ثلاثة حوافر صفراء على كل قدم.. الذيل ليس طويلًا. العينان مُنخفضة أسفل الخد أبعد مما هو الحال مع جميع الحيوانات الأخرى. يوجد في الجزء العلوي من الأنف قرن واحد ينحني لأعلى. وتضيف قطعة من البيروني محفوظة في عمل مؤلف آخر بعض الخصائص الإضافية:» القرن مخروطي الشكل، منحني للخلف باتجاه الرأس، وأطول من شبر... آذان الحيوان بارزة على كلا الجانبين مثل تلك الموجودة في الحمار، و... شفته العليا على شكل إصبع، مثل نتوء نهاية جذع الفيل. لا يترك هذان الوصفان أدنى شك في أن وحيد القرن الهندي هو أساس الحيوان. لكن الخلط المستقبلي بين الكركدن ووحيد القرن كان في طور التكوين بالفعل لأن اللغة الفارسية تستخدم نفس الكلمة للحيوان الأسطوري كما تفعل مع الكركدن، وهذا الارتباك واضح أيضًا في الرسوم التوضيحية للمخلوق.
بعد البيروني، أخذ العلماء الفارسيون وصفه وشكلوا نسخًا خيالية أكثر من أي وقت مضى للحيوان الأسطوري، مدعومة بغياب المعرفة المباشرة وصعوبة قراءة وتفسير النص العربي القديم. يتعلق التحول الحاسم في الوصف بالقرن: حيث تمسك البيروني بالقرن القصير المنحني، وجعله الكتاب اللاحقون قرنًا طويلًا ومستقيمًا، والذي تحول في تمثيلات الفنانين من أنف الحيوان إلى جبينه.
الطبيب الفارسي زكريا القزويني يذكر بعض الآثار المفيدة: الإمساك بالقرن يفتح الأمعاء للتخفيف من الإمساك، ويمكن أن يعالج الصرع والعرج.
في القرن الرابع عشر، وصف ابن بطوطة، في رحلته، وحيد القرن الذي رآه في الهند بالكركدن، ووصفه بأنه وحش شرس يبتعد عن أراضيها حيوانات بحجم الفيل؛ هذه هي الأسطورة التي في «ألف ليلة وليلة» في «رحلة السندباد البحري الثانية».